# AC Paranavaí
Der Atlético Clube Paranavaí ist ein Fußballverein aus Paranavaí, im brasilianischen Bundesstaat Paraná.

## Geschichte
Paranavaí wurde am 14. März 1946 gegründet. 1960 debütierte der Klub in der Staatsmeisterschaft von Paraná. Sein Einstand war enttäuschend. Im Heimspiel am 22. Mai empfing der Klub den EC Comercial (PR) und unterlag diesem mit 1:3. Erst am achten Spieltag stellte sich der erste Erfolg ein. Zuhause gegen Associação Portuguesa Londrinense am 10. Juli gelang ein 4:0-Erfolg. Diesem schlossen sich weitere an, so dass Paranavaí den sechsten Platz bei zwölf Teilnehmern in seiner Gruppe erreichte. Seitdem tritt der Klub, mit kleineren Unterbrechungen, in einer der Ligen der Staatsmeisterschaft an.
Über gute Platzierungen in dieser qualifizierte sich Paranavaí zur Teilnahme an nationalen Wettbewerben. So 1981 an der Série C, der dritten nationalen Liga. Paranavaí gab seinen Einstand am 8. März beim Madureira EC. Der Klub konnte die Partie mit 1:0 gewinnen sowie auch das Rückspiel mit 5:1. Gegner in der zweiten Runde war der Olaria AC. Dieser erwies sich als zu schwerer Konkurrent. Beide Treffen gingen 0:2 und 0:1 verloren, welches das Ausscheiden von Paranavaí bedeutete.
2004 nahm der Klub am nationalen Pokalwettbewerb, dem Copa do Brasil, teil. Im Copa do Brasil 2004 trat man in der ersten Runde gegen den SE Gama an. Als im Ranking des nationalen Verbandes CBF schlechterer Klub hatte Paranavaí im Hinspiel Heimrecht. Das Treffen endete 0:0. Im Rückspiel unterlag man mit 0:3. Es wurde aber festgestellt, dass Gama den Spieler Allan irregulär eingesetzt hatte. Paranavaí wurde daraufhin zum Sieger der Paarung erklärt. Die Entscheidung wurde dann am 12. März durch das Sportgericht wieder zurückgezogen, die Spielergebnisse zählten und Paranavaí schied aus.
2007 konnte Paranavaí erstmals die Staatsmeisterschaft gewinnen. Im Finalhinspiel zuhause am 29. April gegen den Paraná Clube, erzielte Paranavaís Spieler Tales in der 69. Minute das einzige Tor der Partie. Nachdem das Rückspiel am 6. Mai 0:0 endete, konnte der Klub seine Meisterschaft feiern. Beim Copa do Brasil 2008 kam der Klub zumindest eine Runde weiter. In der ersten schlug man den EC Águia Negra mit 4:3 und 3:3. In der zweiten kam das Aus gegen den SC Corinthians Alagoano mit 0:1 und 1:4.
Am Ende der ersten Runde der Staatsmeisterschaft 2019 wurden Paranavaí vier Punkte abgezogen. Der Klub hatte 16 Spieler eingesetzt, welche nicht beim CBF registriert waren. Es folgte der ersten Abstieg in die Terceira Divisão, die dritte Liga der Staatsmeisterschaft. Allerdings wäre dieses auch Punkteabzug geschehen. Regulär hätte man den gleichen Punktestand wie der Nacional AC (PR) erzielt, aber das schlechtere Torverhältnis gehabt.
Im Rahmen der Umwandlung in eine SAF (Sociedade Anônima do Futebol), ein wirtschaftliches Fußball-Unternehmen, erwarb 2024 der Sänger Gusttavo Lima 60 % der Anteile an dem Klub. weitere 39 % gingen an weitere Investoren, während der Klubs selbst das verbleibende Prozent behielt. Der Gesamtbetrag des Verkaufs wurde mit rund drei Millionen Real beziffert.

## Teilnahme an Fußballwettbewerben
| Wettbewerb                           | Teilnahmen                                                                               |
| ------------------------------------ | ---------------------------------------------------------------------------------------- |
| Copa do Brasil                       | 02× – 2004, 2008                                                                         |
| Série C                              | 03× – 1981, 1998, 2007                                                                   |
| Staatsmeisterschaft                  | 35× – 1960–1965, 1968–1972, 1974–1977, 1980–1982, 1984, 1990, 1993–1997, 2003, 2005–2013 |
| Staatsmeisterschaft Segunda Divisão  | 19× – 1966–1967, 1983, 1985, 1991–1992, 1998–2002, 2014–2019, 2021, 2024–                |
| Staatsmeisterschaft Terceira Divisão | 03× – 2020, 2022–2023                                                                    |

## Erfolge
- Staatsmeisterschaft von Paraná: 2007
- Staatsmeisterschaft von Paraná – Segunda Divisão: 1967, 1983, 1992
- Staatsmeisterschaft von Paraná – Terceira Divisão: 2023